# Anello da lutto

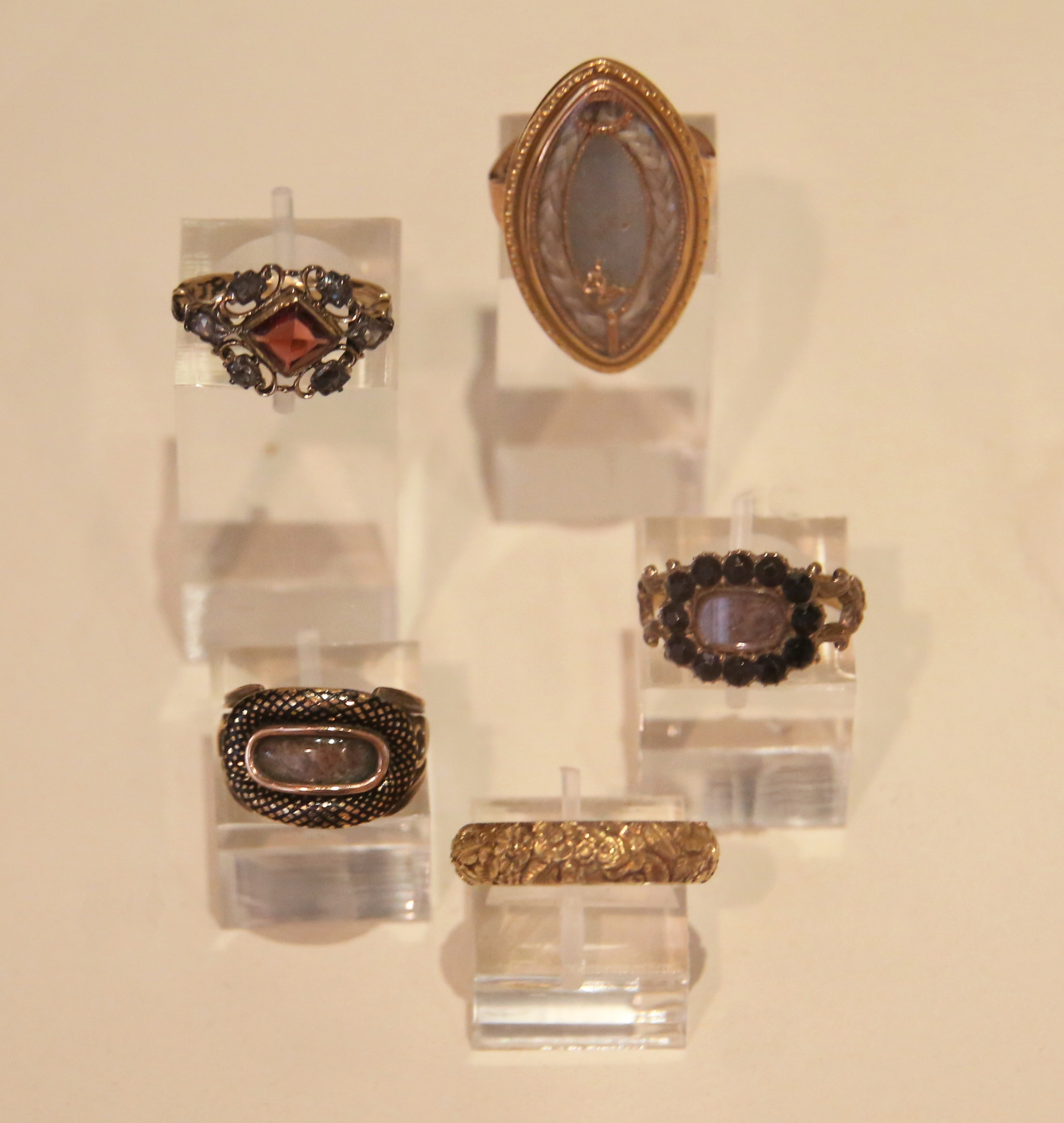
Cinque anelli da lutto fabbricati tra il 1745 ed il 1826

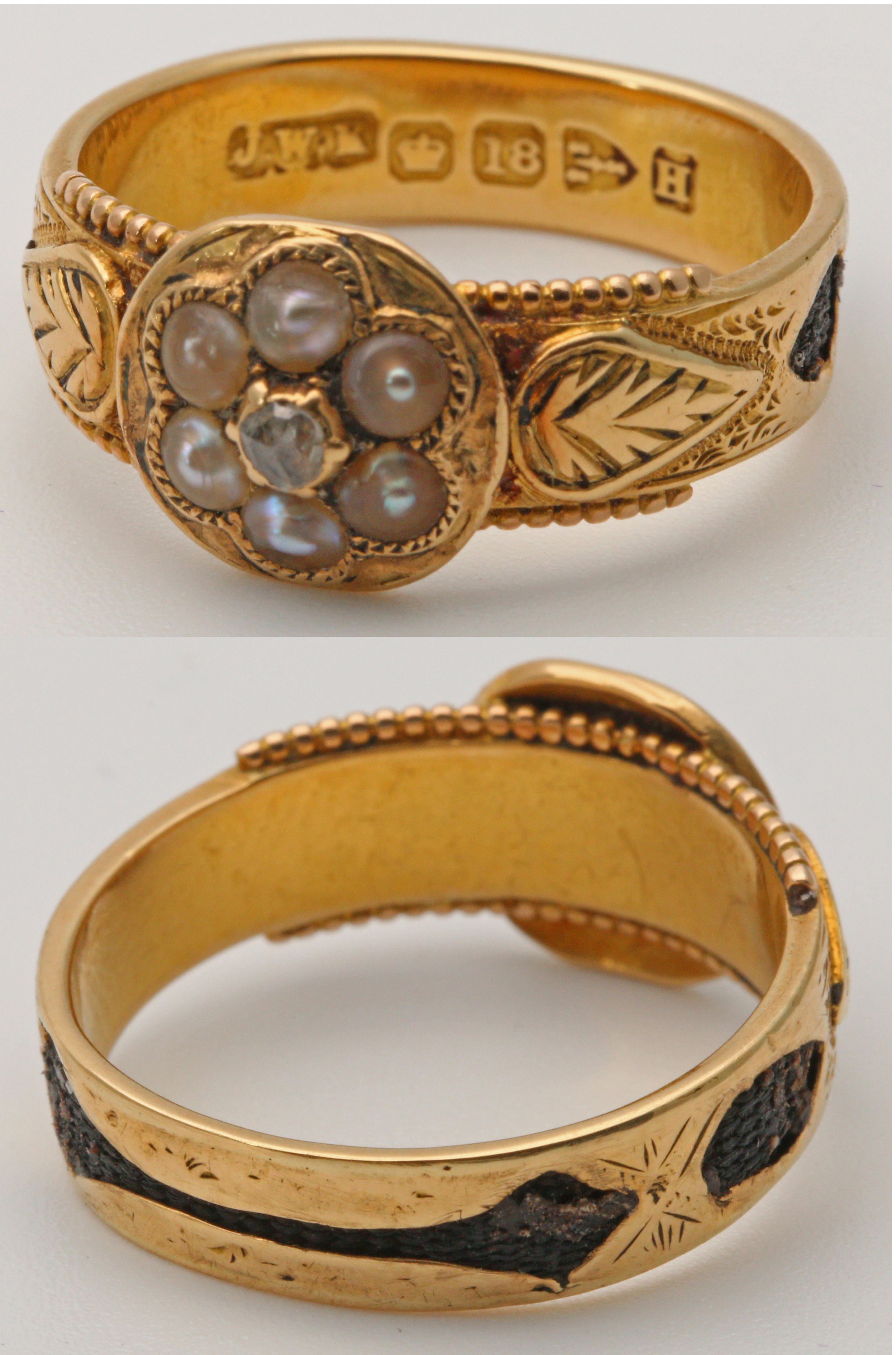
Anelli da lutto di epoca vittoriana con capelli del defunto all'interno di cornici in oro 18k

Un anello da lutto è un anello da portare al dito in memoria di qualcuno che è defunto. Solitamente riporta il nome e la data di morte della persona, oppure anche l'immagine o un motto caro al defunto. Solitamente essi venivano realizzati dagli eredi del defunto, ma potevano essere disposti anche per testamento e lasciati pertanto a specifiche persone. Le pietre eventualmente montate su questi anelli erano solitamente di colore scuro come il giaietto, ebanite oppure smalti di colore scuro o neri. Pietre o smalti bianchi venivano utilizzati in occasioni particolari come la morte di un bambino oppure quando la persona scomparsa non era sposata. In alcuni casi una ciocca di capelli della persona defunta potevano essere incorporati nell'anello.
L'uso di anelli da lutto si fa risalire almeno al XIV secolo, anche se solo nel XVII secolo vennero chiaramente separati dai memento mori. Dalla metà del XVIII secolo i gioiellieri iniziarono a produrre canoni comuni e specifici per la realizzazione di questi anelli particolari. Lo stile era quello di un anello con una singola pietra nella parte superiore. Nell'ultima parte del XIX secolo lo stile degli anelli da lutto si fece sempre più piatto, sino a scomparire nell'uso sul finire del secolo.
L'uso di anelli da lutto riprese vigore con gli anni '30 e '40 del Novecento negli Stati Uniti. Questi particolari anelli vennero realizzati in bakelite e riportavano piccole fotografie della persona commemorata.
Gli anelli da lutto potevano essere realizzati per marcare alcune occasioni tristi nella vita di una persona. Nel 1793, ad esempio, uno di questi anelli venne realizzato in occasione della condanna di William Skirving alla colonia penale.